# سیارک ۷۳۹۴
سیارک ۷۳۹۴ (به انگلیسی: 7394 Xanthomalitia، نامگذاری:1985QX4) هفت هزار و سیصد و نود و چهارمین سیارک کشف شده‌است که در ۱۸ اوت ۱۹۸۵ کشف شد.
قدر مطلق سیارک برابر ۱۱٫۱۰ است.